# Eschenau im Hausruckkreis
Eschenau im Hausruckkreis település Ausztriában, Felső-Ausztria tartományban, a Grieskircheni járásban, területe 16,61 km².

## Fekvése
Tengerszint feletti magassága 380 méter. Eschenau im Hausruckkreis Waldkirchen am Wesen, Sankt Agatha, Heiligenberg és Neukirchen am Walde településekkel határos.

## Népesség
Lakosainak száma 1063 fő (2018. január 1.).